# Zoltán Toepler
Zoltán Toepler (* 1975) ist ein ungarischer Filmemacher.
Eines seiner bekanntesten Werke ist der Film Álszent (2006), in dem eine Katze ertränkt wird. Der umstrittene Film gewann einen Sonderpreis beim ungarischen Film Festival 2007 für die beste experimentelle Kurzszene.

## Filmografie
- 2002: Előjáték az Üvegcipőhöz
- 2003: Brahms és a macskák
- 2006: Álszent
- 2004: Három szent a hajón
- 2005: Justh Zsigmond a Paradicsomban
- Donhuán
- Egyszer élünk – örökké
- Korpusz (2008)
- A látszat dzsal (2004)
- A Michelangelo-rejtvény
- A Neuro, a Para, a Skizo és a Perverz (2007)
- Ó, Molière (2005)
- Overshluck (2004)
- Presstrucker (2002)
- Soul stripper (2007)
- Toepler, Platón, Garaczi (2002)